# Dolichopeza (Dolichopeza) anthema
Dolichopeza (Dolichopeza) anthema is een tweevleugelige uit de familie langpootmuggen (Tipulidae). De soort komt voor in het Australaziatisch gebied.